# Streptostachys
Streptostachys là một chi thực vật có hoa trong họ Hòa thảo (Poaceae).

## Loài
Chi Streptostachys gồm các loài: